# Ayak Thiik
Ayak Thiik (auch: Ayak Tracks) ist eine Singer-Songwriterin und Produzentin für Vocal-Musik aus dem Südsudan. Sie ist bekannt für Hits und ihre Gastauftritte für Künstler wie Diana Ross, CeeLo Green, James Morrison („You Make It Real“), Chip („Until You Were Gone“), Tinchy Stryder (Kwasi Danquah III, „Never Leave You“, „In My System“) und Dappy („No Regrets“, „Rockstar“).

## Leben
Ayak Thiiks Liebe zur Musik war schon in ihrer frühen Kindheit deutlich. Sie lernte gleichzeitig mit dem Sprechen auch Singen. Sie hatte ursprünglich einen Plattenvertrag mit dem deutschen Plattenlabel Stereo Wonderland, Polydor, Universal. Damit wurde sie die erste Sudanesische Künstlerin, die bei einem  internationalen Musikverlag unter Vertrag stand. Thiik gewann beim Unsigned Talent Search des Princes Trust Urban Music Festival in England und durfte letztendlich einen Spot in einer Serie bekommen, in welcher auch Beyoncé, Alicia Keys und eine ganze Reihe von britischen Stars auftraten.

## Songs und Produktionen
2006 war Ayak Thiik an dem zweiten Album des Hip-Hop-Produzenten Hi-Tek aus Cincinnati beteiligt: Hi-Teknology²: The Chip. In dem Stück „Can we Go back“" war auch Talib Kweli beteiligt. Seither war Ayak Thiik ein fester Bestandteil der House-Szene. Sie arbeitete mit den deutschen Produzenten Milk & Sugar. Ihre Dance-Music-Stücke mit Milk & Sugar haben zwei aufeinanderfolgende Hits in den Englischen Charts hervorgebracht. Thiiks House wurde bis nach Brasilien, Singapur, Russland und in den Libanon exportiert.
Nach 18 Monaten Songwriting erhielt sie einen Vertrag bei Takeover Entertainment. Sie hat Songs für Kelly Rowland, Mica Paris, Esmée Denters, JLS, Chip, Tinchy Stryder, The Wanted, Alexandra Burke, Lemar und Bridget Kelly von Roc Nation, verfasst.
Ihre Stimme wurde auch von Tinchy Stryder („Never Leave You“, Album Catch 22; „In My System“, „Take the World“, Album Third Strike) Kylie Minogue („Everything is beautiful“, Album Aphrodite), James Morrison („You Make It Real“, Album Songs For You Truths For Me), Cheryl Cole („Stand up“, Album 3 Words), CeeLo Green („Satisfied“, Album The Lady killer) und anderen genutzt.
2010 erreichte Thiik ihre erste UK Singles Chart-Aufnahme als Co-Writer bei Chips „Until You Were Gone“, featuring Esmée Denters. Dieser Song erreichte Platz 3 in den UK-Charts. Ayak schrieb auch mit an Tinchy Stryders No. 10 Hit „In My System“, wo sie auch singt, im Video jedoch nicht zu sehen ist.

## Solo-Karriere
Ayak Thiik veröffentlichte das Studioalbum „Voices in My Head“. Ayak Thiik wurde auch in der Show 'Song Book' von Liberty Bell Jolly Good TV Sky Arts vorgestellt, wo sie ihre Freundin Diane Warren unterstützte. Diane Warren ist begeistert von Ayak Thiiks Stimme und versucht sie ebenfalls zu einem Star zu machen.

## Produktionen und Songwriting
| Datum | Künstler                                               | Song                    | Album                        | Label                  | Songwriterin/ Produzentin | Album/Chartplatz |
| ----- | ------------------------------------------------------ | ----------------------- | ---------------------------- | ---------------------- | ------------------------- | --- |
| 2006  | Hi-Tek                                                 | Can We Go Back          | Hi-Teknology²: The Chip      | Babygrande Records     | SW                        | US Billboard 200: 38 |
| 2008  | James Morrison                                         | You Make It Real        | Songs for You, Truths for Me | Polydor Records        | P                         | UK Singles Chart: 7 US Billboard 200: 49 UK Albums Chart: 3                                                                              |
| 2009  | Tinchy Stryder                                         | Never Leave You         | Catch 22                     | Takeover               | P                         | Eurochart Hot 100 Singles: 5 Irish Singles Chart: 2 UK Singles Chart: 1 Euro Top 100 Albums: 11 Irish Albums Chart: 9 UK Albums Chart: 2 |
| 2009  | Tata Young                                             | Ready For Love          | Ready for Love               | Sony Music Thailand    | SW                        | Thai Singles Chart: 1 |
| 2009  | Cheryl Cole                                            | Stand Up                | 3 Words                      | Fascination Records    | P                         | Euro Top 100 Albums: 7 Irish Albums Chart: 2 UK Albums Chart: 1                                                                          |
| 2009  | JLS                                                    | Private                 | JLS                          | Epic Records           | SW                        | Irish Albums Chart: 1 UK Albums Chart: 1                                                                                                 |
| 2010  | Chip                                                   | Until You Were Gone     | I Am Chipmunk                | Jive Records           | SW                        | UK Singles Chart: 3 UK Albums Chart: 2                                                                                                   |
| 2010  | Kylie Minogue                                          | Everything is Beautiful | Aphrodite                    | Parlophone             | P                         | Australian Album Chart: 2 Euro Top 100 Albums 1 US Billboard 200: 19 UK Albums Chart: 1                                                  |
| 2010  | Tinchy Stryder                                         | In My System            | Third Strike                 | Takeover Entertainment | SW/P                      | UK Singles Chart: 10 |
| 2010  | Tinchy Stryder                                         | Take the World          | Third Strike                 | Takeover Entertainment | SW                        | |
| 2010  | CeeLo Green                                            | Satisfied               | The Lady Killer              | Elektra Records        | P                         | US Billboard 200: 9 UK Albums Chart: 3                                                                                                   |
| 2011  | Dappy                                                  | No Regrets              | Bad Intentions               | Takeover Entertainment | SW                        | UK Singles Chart: 1 |
| 2012  | Dappy                                                  | Rockstar                | Bad Intentions               | Takeover Entertainment | SW                        | UK Singles Chart: 2 |
| 2012  | Marcus Collins                                         | It’s Time               | Marcus Collins               | RCA Records            | SW                        | Scottish Singles and Albums Charts: 8 UK Albums Chart: 7                                                                                 |
| 2012  | Misha B                                                | Do You Think of me?     | TBA                          | Relentless Records     | SW                        | UK Singles Chart: 9 |
| 2012  | Dappy                                                  | Yin Yang                | Bad Intentions               | Takeover Entertainment | SW                        | UK Albums Chart: 6 |
| 2013  | Little Mix                                             | A Different Beat        | Salute                       | Syco                   | SW                        | Australian Albums Chart: 4 US Billboard 200: 6 UK Albums Chart: 2                                                                        |
| 2014  | The Vamps                                              | Last Night              | Meet the Vamps               | Mercury Records        | SW                        | UK Singles Chart: 2 UK Albums Chart: 2                                                                                                   |
| 2014  | Yogi feat. Pusha T                                     | Burial                  | Burial EP                    | Owsla                  | SW/P                      | TBA |
| 2014  | Perplexus featuring Charlie Brown                      | Put you on              |                              | Sonus Music            | SW/P                      | |
| 2014  | Robin Stjernberg                                       | Body Language           |                              | Lionheart Music Group  | SW                        | Schwedische Musikcharts: 1 |
| 2015  | The Prototypes                                         | Under                   | City of Gold                 | Viper Recordings       | SW/P                      | UK Dance Chart: 22 |
| 2015  | Skrillex & Yogi feat. Pusha T, Moody Good & TrollPhace | Burial                  |                              | Owsla                  | SW/P                      | UK Singles Chart: 90 |
| 2016  | Nabiha                                                 | Weapon                  |                              | Sony Music             | SW                        | |
| 2016  | Lali Espósito                                          | Boomerang               | Soy                          | Sony Music Argentina   | SW                        | Argentine Albums (CAPIF): 1 |
| 2016  | Lost Frequencies                                       | Dance with Me           | Less Is More                 | Armada Music           | SW                        | Belgian Albums Chart (Ultratop): 3 |
| 2017  | Nabiha                                                 | Young                   |                              | Sony Music             | SW                        | |
| 2017  | KStewart                                               | Sex 4 breakfast         |                              | Warner Bros. Records   | SW                        | |
| 2017  | Nano Omar                                              | Hold On                 |                              | Warner Music Sweden    | SW                        | Schwedische Singles Chart: 3 |
| 2017  | Melody Day (band)                                      | Kiss on the Lips        |                              | LOEN Entertainment     | SW                        | |
| 2017  | Hot Source ft Ayak                                     | Patience                |                              | Island Records         | SW                        | |
| 2017  | Paris and Simo feat. Karen Harding                     | Come as you are         |                              | INgrooves              | SW                        | |
| 2018  | Wilkinson feat. Sub Focus                              | Take it up              |                              | Ram Records            | SW/P                      | Belgische Singles Chart: 100 |
| 2018  | Hardwell & Wildstylez feat. Kifi                       | Shine a light           |                              | Revealed Recordings    | SW                        | |
| 2018  | Claire Richards                                        | 7 Billion               | My Wildest Dreams            | Sony Music             | SW                        | UK Albums Chart: 9 |
| 2019  | James Hype                                             | I Was Lovin’ You        |                              | Get Together Records   | SW/P                      | UK Singles Chart: 92 |
| 2021  | Diana Ross                                             | Come together           | Thank you                    | Decca Records          | SW/P                      | UK Albums Chart: 7 |